# Andrés Aberasturi Ferrer
Andrés Aberasturi Ferrer (Madrid; 28 de juliol de 1948) és un escriptor i periodista espanyol que ha desenvolupat la seva carrera en premsa, ràdio, televisió e internet.

## Biografia
Va estudiar en Madrid amb els Jesuïtes de Chamartín.
Durant la seva joventut, va cursar estudis de Periodisme a l'Escola Oficial, on va coincidir amb Rosa Montero i Pilar Cernuda, aconseguint el títol de llicenciat després de dotze anys. La seva carrera periodística, que va compaginar amb els seus estudis, va començar en 1968, sent la seva primera ocupació el de «meritori» per Información d'Alacant. L'any següent es va incorporar al diari Pueblo, en el qual va romandre fins al seu tancament.
En 1976, passa a formar part de l'equip de redacció d'Informatius de RNE i, posteriorment, la seva carrera en ràdio es va desenvolupar amb la direcció i presentació de diferents programe a RNE, Radio Voz i Onda Cero. De fet, al costat de Luis de Benito, Aberasturi va ser la veu estrella de la nova emissora Onda Cero, quan aquesta va aparèixer al novembre de 1990, fruit de l'adquisició de Cadena Rato a l'ONCE.
Per part seva, en televisió ha dirigit i presentat programes a Televisió Espanyola, Antena 3, Telecinco, Canal Sur, ETB i Telemadrid. En aquest mitjà ha destacat sobretot en programes informatius i d'entreteniment, havent estat presentador dels telediarios de TVE (1988–1989) i Telecinco (1996).
Altres programes al capdavant dels quals ha estat i que mereixen especial esment són: en la dècada dels 80, el magazine vespertí Por la tarde, del que va dimitir descontent amb el salari que rebia per aquest treball enfront del que es pagava als "fitxatges" aliens a la casa, RTVE; en la dècada dels 90: el popular Telecinco, ¿dígame?, un dels primers programes de la cadena de Fuencarral, que va presentar acompanyat de Paloma Lago, Amparo Larrañaga o Belén Rueda; i En los límites de la realidad, per Antena 3, el primer programa centrat en fenòmens paranormals de le cadenes privades. Precisament, aquest últim programa va provocar la ruptura per part de Telecinco del contracte que lligava a periodista i cadena des del començament de les emissions de la privada, ja que Aberasturi pretenia compaginar-lo amb la seva col·laboració com a comentarista en l'informatiu Entre hoy y mañana, atès que, segons Telecinco s'havia «fet fallida l'exclusivitat» que mantenia respecte a la seva persona. Així mateix, Aberasturi va conduir en Antena 3 un dels programes més efímers de la televisió espanyola, Libre y directo, en l'estiu de 1994, que va ser cancel·lat després de només dues emissions, i que consistia en un modern format de debat televisiu que buscava la participació directa dels espectadors.
També ha participat en múltiples ocasions com a tertulià en diferents programes de debat o entreteniment, tant en ràdio com en televisió.
En premsa, a part del seu ja esmentat pas per Pueblo, cal esmentar que ha estat columnista a El Mundo i Colpisa i Colpisa i ha exercit com a crític televisiu per al suplement d'alguns periòdics nacionals i regionals El Semanal TV, en una secció denominada «Ojo Vago», entre altres periòdics. En l'actualitat és columnista d'OTR (Europa Press)
A més de la seva activitat com a periodista, Aberasturi també s'ha endinsat ocasionalment en el món de la literatura. En 1972 va veure la llum el seu primer poemari, Sincronía en tiempo de vals, que, segons ell mateix, va arribar a publicar-se, però no a distribuir-se. A aquest primer llibre van seguir un volum de relats, Las soledades de la Carancanfunfa (1986); i l'assaig humorístic Dios y yo (1994), tots dos descatalogats en l'actualitat i víctimes segons el seu autor de dos fenòmens contraris: «una editorial massa gran i una altra massa petita». En 1999, va publicar amb més èxit el seu segon poemari: Un blanco deslumbramiento. Palabras para Cris, dedicat a un dels seus fills. El periodista madrileny va descriure de la següent manera quina va ser el que li va impulsar per a escriure'l:
| «                                                                                                  | Vaig començar el poema una matinada freda en la qual, de tornada a casa, vaig passar com sempre per l'habitació de Cris -el meu fill amb paràlisi cerebral-, que mig es va despertar, em va mirar, em va dedicar un somriure una mica de compliment i es va donar la volta per a continuar dormint amb les seves mans entre el coixí i la galta. L'escena no era nova: desenes de vegades s'havia repetit abans i s'ha repetit després. Però aquella nit, ignoro per què, jo la vaig viure diferent i vaig començar a escriure en un quadern la història d'aquell fill amb el qual tantes coses havíem après. | » |
| — Aberasturi, Andrés. Un blanco deslumbramiento. Palabras para Cris. Madrid: Sial Ediciones, 1999. | |   |

En 2007 es va prejubilar pel Expedient de regulació d'ocupació (ERE) de RTVE, encara que amb posterioritat ha continuat apuntant-se a la pantalla en programes de tertúlia política com Madrid opina de Telemadrid (2009) o altres en les cadenes Intereconomía i El Mundo TV. Des de març de 2013 publica una columna setmanal en el diari digital VLC NEWS.
Està casat i té dos fills, un d'ells amb paràlisi cerebral. Va ser un dels fundadors de la Fundación Nido, dedicada a l'atenció d'aquests nens.
Des de 2000 fins a 2019 participa com a tertulià i col·laborador en el programa de ràdio No es un día cualquiera, dirigit per la periodista Pepa Fernández i emès per Ràdio Nacional d'Espanya. Durant aquest període Aberasturi, juntament amb la resta de l'equip, viatja per tot Espanya per a emetre aquest programa de cap de setmana des d'una localitat diferent en cada ocasió.
Entre setembre de 2019 i juliol de 2022 col·labora en l'espai de Pe a Pa, dirigit per Pepa Fernández. En 2022 torna al programa No es un dia cualquiera, espai en el qual treballa en l'actualitat.

## Obres
- Sincronía en tiempo de vals (1972). Poemes
- Las soledades de Carancanfunfa (1986). Narracions
- Dios y yo (1994).
- Un blanco deslumbramiento (Palabras para Cris) (1999). Poemes.
- Hola, de dónde eres, amb Pura Salceda, sobre el mon dels xats
- La leyenda continúa
- El libro de las despedidas. (2009) Poemes.
- Hablando solo Recopilació de la seva obra poètica
- Cómo explicarte el mundo, Cris (2016)

## Programes de televisió
- 48 horas (1987-1988), a Televisión española
- La tarde (1988), a Televisión española
- Cuarto creciente (1989), a Euskal Telebista
- Tres más una (1989), amb Forges i Garci a Canal Sur
- Futbolísimo (1991-1992), a Telecinco.[9]
- Telecinco ¿dígame? (1991-1992), a Telecinco
- En los límites de la realidad (1993), a Antena 3[6]
- Informativos Telecinco fin de semana (1996), a Telecinco
- El camarote Canal Sur
- La Cacharrería Tele Madrid

## Programes de Ràdio
- Así es la vida (RNE)
- Una hora de más (1992-199x), en Onda Cero Radio
- Dos horas de nada (1990-1992), en Onda Cero Radio
- La leyenda continúa, a (RNE), amb Paco Clavel.
- El último gato, en (RNE)
- Col·laborador a Lo que es la Vida, amb Nieves Herrero (RNE), a qui va substituir un estiu.
- Col·laborador a No es un día cualquiera, ambn Pepa Fernández (RNE).
- Colaborador a Fiebre del sábado de Beatriz Pecker (RNE).
- Actoral serial Cuando Juan y Tula fueron a Siritinga (RNE, Radio 3)
- Las mañanas de RNE, com a col·laborador.